# تیم ملی فوتبال زیر ۲۰ سال عربستان سعودی
تیم ملی فوتبال زیر ۲۰ سال عربستان سعودی (عربی: المنتخب السعودي لكرة القدم تحت ۲۰ سنة‎) همچنین به عنوان تیم جوانان عربستان سعودی شناخته می شود، نماینده عربستان سعودی در مسابقات بین المللی فوتبال در مسابقات فوتبال زیر ۲۰ سال آسیا و جام جهانی فوتبال زیر ۲۰ سال و همچنین سایر مسابقات بین المللی فوتبال زیر ۲۰ سال است.

## افتخارات
مسابقات فوتبال زیر ۲۰ سال آسیا
- قهرمان (۳): ۱۹۸۶, ۱۹۹۲, ۲۰۱۸
- نایب قهرمان (۲): ۱۹۸۵, ۲۰۱۶

جام عرب زیر ۲۰ سال
- قهرمان (۳): ۱۹۸۵, ۲۰۲۱, ۲۰۲۲
- نایب قهرمان (۳): ۱۹۸۳, ۲۰۱۱, ۲۰۱۲

قهرمانی زیر ۱۹ سال جی‌سی‌سی
- قهرمان (۱): ۲۰۱۶

## همچنین ببینید
- تیم ملی فوتبال عربستان سعودی
- تیم ملی فوتبال زیر ۲۳ سال عربستان سعودی